# American Astronomical Society
American Astronomical Society (AAS) este o societate de astronomi profesioniști și amatori din Statele Unite ale Americii, cu sediul în Washington, DC. Obiectivul principal al AAS este promovarea progresului astronomiei și a ramurilor științifice apropiate, precum și promovarea educației astronomice și furnizarea unei voci politice pentru membrii săi prin lobby și prin activități de promovare.

## Istoric
Societatea a fost înființată în 1899 prin eforturile lui George Ellery Hale. Actele fundamentale ale grupului au fost scrise de Hale, George Comstock, Edward Morley, Simon Newcomb și Edward Charles Pickering. Aceștia, împreună cu alți câțiva au constituit Consiliul Executiv al societății, Newcomb fiind primul președinte. La început, societatea avea 114 membri. Numele de AAS a fost ales abia în 1915, înainte fiind denumit Astronomical and Astrophysical Society of America. Una dintre propunerile anterioare a fost American Astrophysical Society.
AAS are peste 7000 de membri și cinci divizii - Division for Planetary Sciences (1968), Division on Dynamical Astronomy (1969), High Energy Astrophysics Division (1969), Solar Physics Division (1969) și Historical Astronomy Division (1980). Printre membri se numără fizicieni, matematicieni, geologi, ingineri și alți profesioniști ale căror cercetări se apropie de domeniul astronomiei.